# Observatrix
Observatrix is  een Nederlands weblog dat wordt geschreven door de Rotterdamse advocaat mr. H.D.L.M. (Erica) Schruer. Het weblog besteedt onder meer aandacht aan vraagstukken rond de schuldhulpverlening en aan aangelegenheden de Rooms-Katholieke Kerk betreffende, bezien vanuit orthodox katholiek gezichtspunt.
Het weblog begon in 21 oktober 2007. Sindsdien verschenen praktisch dagelijks bijdragen. In het weblog werd vaak felle kritiek geleverd op de – in de visie van Observatrix – permissieve en bij tijden niet-orthodoxe houding van Nederlandse bisschoppen en de bisschoppenconferentie.
Deze stellingname leidde onder meer tot een column van Mgr. De Korte (bisschop van Groningen Leeuwarden) in het Nederlands Dagblad van 15 augustus 2009. Hierin betoogde hij onder meer: Juist orthodoxe christenen zouden weet moeten hebben van het verschil tussen kritiek en laster. Opbouwende kritiek kan, zeker ook binnen de christelijke gemeenschap, heilzaam zijn. Maar respectloze laster is echt een brug te ver. Je kunt niet opkomen voor de eer van God en ondertussen medemensen met kwaadsprekerij en suggestieve opmerkingen beschadigen
Observatrix speelde ook een centrale rol bij het geschil tussen de aartsbisschop van Utrecht, Mgr. Eijk en vrijwilligster Nelly Stienstra. De laatste zou zich volgens de aartsbisschop disloyaal hebben gedragen en haar werd het om die reden verboden om als vrijwilligster te blijven werken in haar parochie. Observatrix nam het voor haar op, terwijl Schruer zelf als advocaat is gaan optreden in de zaak die Stienstra aanspande tegen de aartsbisschop.
In januari 2010 begon Observatrix met een weblog, Liber Niger (zwartboek) genoemd, waarin katholieken worden opgeroepen misstanden in strijd met kerkelijke regelgeving aan te melden, met het oog op het ad-liminabezoek van de Nederlandse bisschoppen in 2011. Zaken die daar – vooral – worden aangemeld, zijn die van pastoraal werkers die zich ten onrechte pastor noemen. en onvolledige informatie over liturgische vieringen. Het doel van dit weblog is volgens de samensteller: de misstanden in de Nederlandse kerkprovincie in kaart te brengen teneinde daardoor te bevorderen dat deze door de verantwoordelijken op alle niveaus worden gesaneerd. In januari 2010 begon Observatrix ook met het on line plaatsen van een aantal publicaties op het terrein van onder meer de R.K. Kerk en geschiedenis.
Begin mei 2011 bleek de weblog Observatrix verwijderd, net als de bijbehorende domeinnaam en het gelijknamige account op Twitter. Enkele weken eerder schreef zij dat ze namens de bisschoppenconferentie een brief van een advocaat had ontvangen, met het kennelijke "verzoek" om haar kritische logs te verwijderen. Niet veel later werd het weblog weer actief.
In november 2017 werd mr. Schruer postulant in de priorij Thabor van de Orde van het Heilig Graf in Sint Odiliënberg, waar zij nog in beperkte mate beschikbaar was voor een juridisch spreekuur op pro-Deobasis.